# Airport Express (Hongkong)

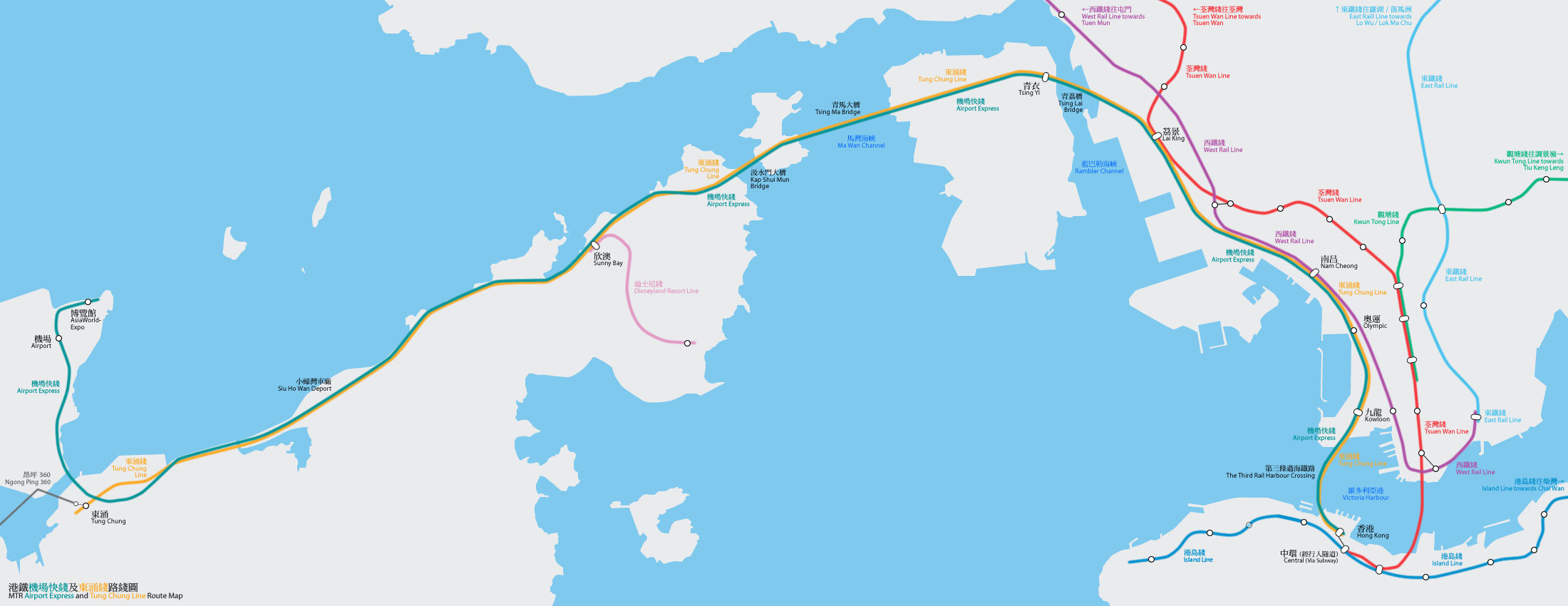
Airport Express (türkis)

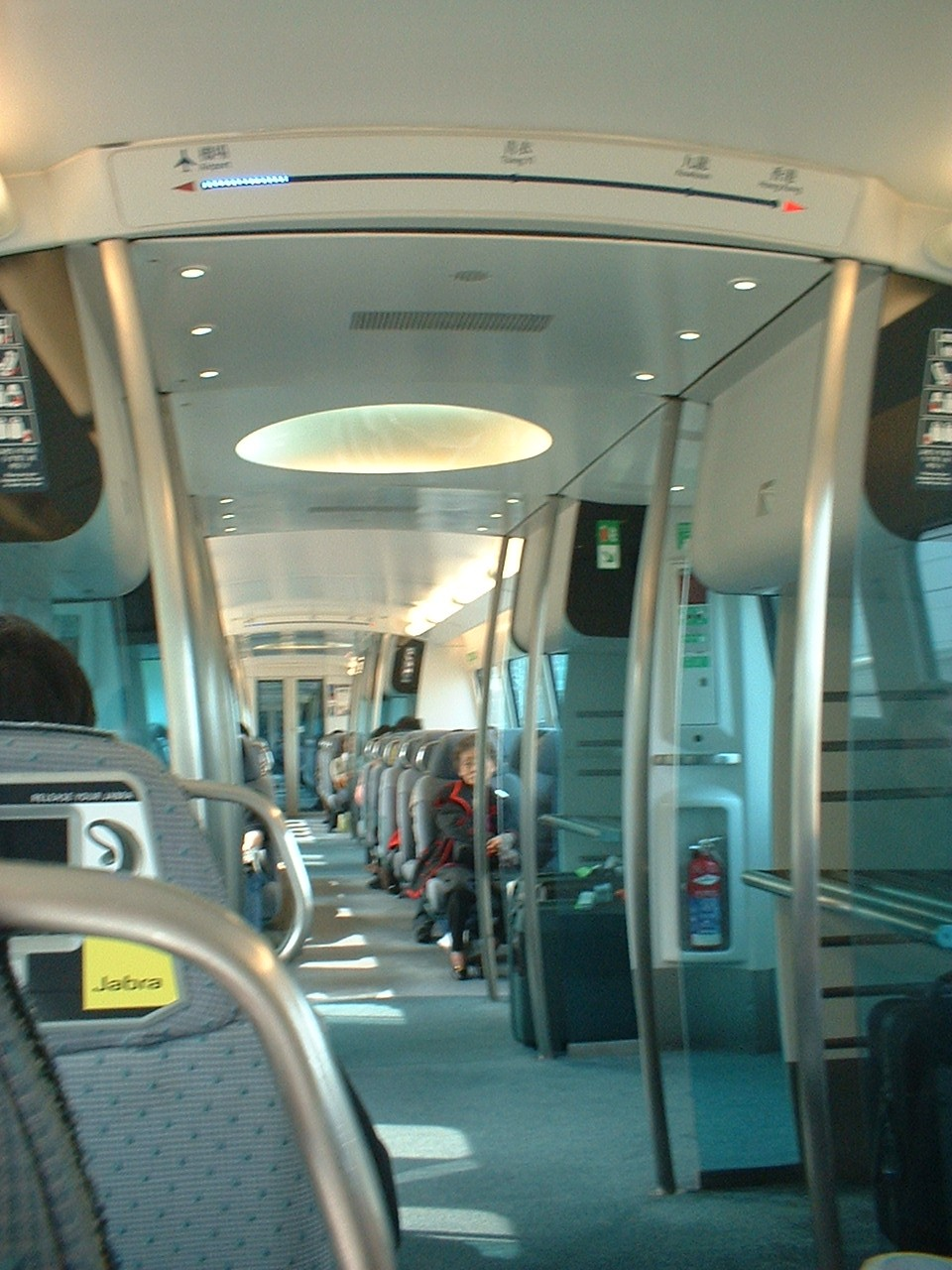
Das Innere eines Airport Express-Zuges

Der Airport Express (chinesisch 機場快綫 / 机场快线, Pinyin Jīcháng Kuàixìan, Jyutping Gei1coeng4 Faai3sin3) ist eine Linie der Mass Transit Railway (MTR) in Hongkong. Sie führt von der Station Hong Kong im Bezirk Central and Western über West-Kowloon und die südwestlichen New Territories zum Hong Kong International Airport sowie zur Asia World Expo bei Lantau Island.
Im Gegensatz zu den anderen MTR-Linien dient der 1998 eröffnete Airport Express nicht dem Pendlerverkehr, sondern als Schnellverbindung zum Flughafen. Aus diesem Grund ist der Fahrpreis höher als sonst üblich.
Der Zug befährt größtenteils die Tung Chung Line, verfügt aber über eigene Bahnsteige bzw. Überholgleise in den ohne Halt passierten Stationen. Die Fahrzeit auf der 35,3 Kilometer langen Strecke beträgt 24 Minuten. In den Stationen Hong Kong und Kowloon besteht die Möglichkeit, das Fluggepäck aufzugeben und für Flüge des gleichen Tages einzuchecken, während dies am Flughafen i. d. R. erst 3 Stunden vor Abflug möglich ist.
Das Rollmaterial wurde von CAF gemeinsam mit Adtranz geliefert und in Spanien montiert. Die Züge des Airport Express sind mit einer 2+2-Bestuhlung bequemer ausgestattet als die stehplatzoptimierten Fahrzeuge der anderen MTR-Linien. Neben jeder Tür befindet sich eine Gepäckablage. Bildschirme zeigen Nachrichten und die Abflugzeiten und Check-in-Schalter der Flüge in den nächsten Stunden. Die Zugsposition wird über ein LED-Band anzeigt.
2005 wurde eine kurze Verlängerung vom Flughafen zum Messegelände Asia World Expo eröffnet.